# Zimbabweíta
La zimbabweíta es un mineral de la clase de los minerales óxidos. Fue descubierta en 1986 en una mina del distrito de Kaori (Zimbabue), siendo nombrada así por el país en el que fue encontrado. Un sinónimo es su clave: IMA1984-034.

## Características químicas
Es un óxido anhidro de arsénico, tántalo, niobio, y titanio, con aniones adicionales de sodio, plomo y potasio, con el óxido de arsénico qu puede ir parcialmente sustituido por óxido de tántalo, óxido de niobio u óxido de niobio, que cristaliza en el sistema cristalino ortorrómbico.

## Formación y yacimientos
Se encuentra solamente en la mina St. Ann (Zimbabue) en la zona caolinizada y con alteración hidrotermal de una roca pegmatita tipo granito, rica en un complejo de metales raros con flúor. Suele encontrarse asociado a otros minerales como la caolinita.